# Andrea Chiesa
Andrea Chiesa (Milán, Italia, 6 de mayo de 1964) es un expiloto de automovilismo suizo. En Fórmula 1 disputó 10 Grandes Premios, sin obtener puntos.
Comenzó a competir en 1980 en karts. Disputó los campeonatos de Fórmula 3 Italiana y Fórmula 3000 Internacional, antes de debutar en F1 en 1992, con el equipo italiano Fondmetal. Solo clasificó en 3 ocasiones, sin finalizar ninguna carrera. Fue sustituido por Eric van de Poele a partir del GP de Hungría, poco antes de que el equipo dejara el campeonato por problemas presupuestarios.
Luego de correr en Fórmula 1, compitió nuevamente en karting y en turismos y gran turismos. En 1993 corrió una carrera en CART, y en 2007 y 2008 las 24 Horas de Le Mans (GT2), abandonando en todas. Su última carrera fue en 2011 en la fecha de Monza de Superstars Series: terminó en 3º con un Maserati.

## Resultados

### Fórmula 1
(Clave) (negrita indica pole position) (cursiva indica vuelta rápida)

| Año         | Escudería        | 1       | 2       | 3       | 4       | 5       | 6       | 7       | 8       | 9       | 10      | 11  | 12  | 13  | 14  | 15  | 16  | Pos. | Puntos |
| ----------- | ---------------- | ------- | ------- | ------- | ------- | ------- | ------- | ------- | ------- | ------- | ------- | --- | --- | --- | --- | --- | --- | ---- | ------ |
| 1992        | Fondmetal F1 SpA | RSA DNQ | MEX Ret | BRA DNQ | ESP Ret | SMR DNQ | MON DNQ | CAN DNQ | FRA Ret | GBR DNQ | GER DNQ | HUN | BEL | ITA | POR | JPN | AUS | NC   | 0      |
| Referencia: |                  |         |         |         |         |         |         |         |         |         |         |     |     |     |     |     |     |      |        |